# Helmut Rellergerd

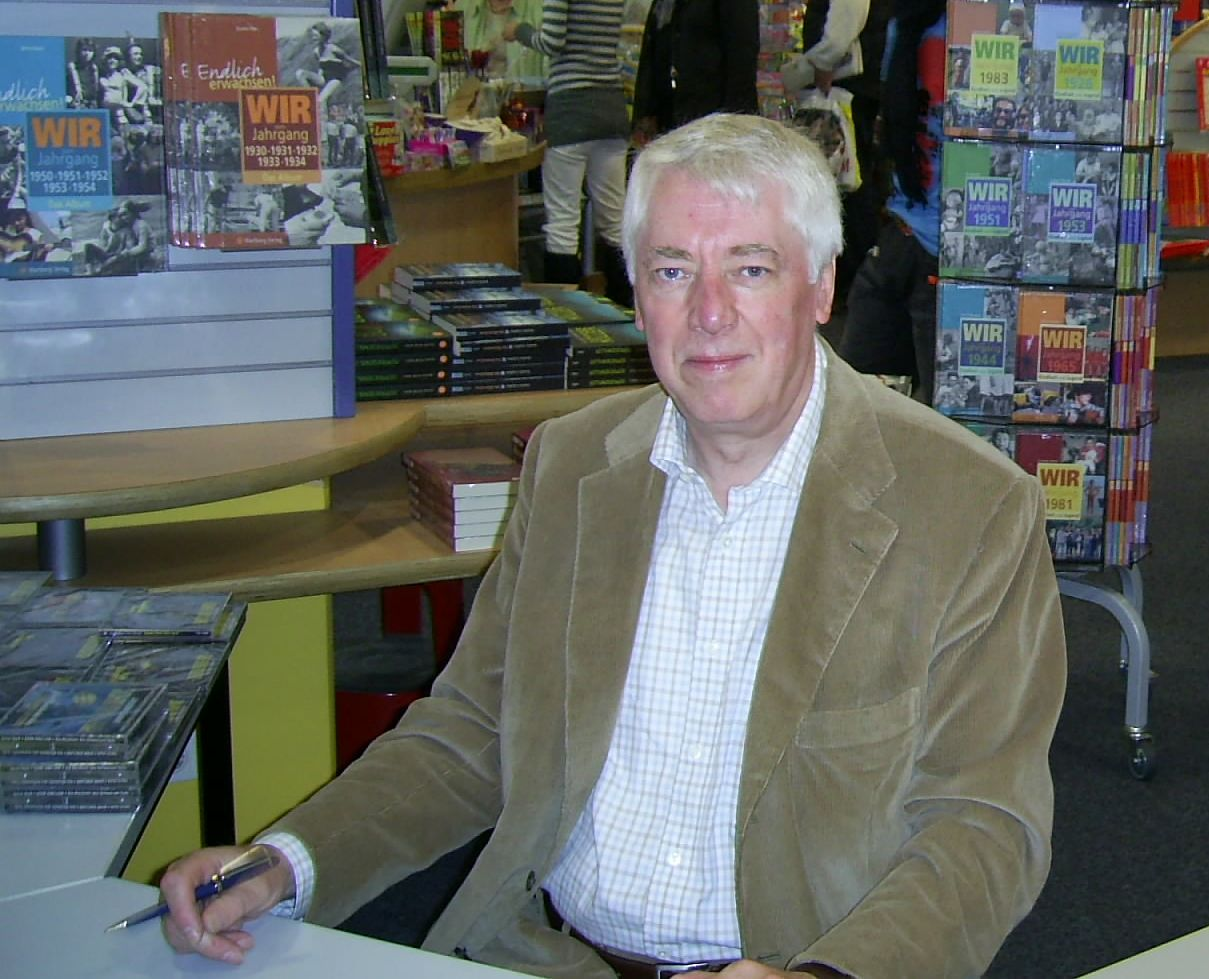
Helmut Rellergerd (2008)

Helmut Rellergerd (* 25. Januar 1945 in Dahle bei Altena) ist ein deutscher Autor. Er rief unter dem Pseudonym „Jason Dark“ die Romanfigur Geisterjäger John Sinclair ins Leben und ist einer der meistgelesenen Autoren seiner Sparte.

## Leben
Helmut Rellergerd wuchs in Dortmund auf und schrieb seinen ersten Roman, nachdem er die Schule und die Bundeswehr beendet hatte. Jedoch wurde dieses Erstwerk von den Verlagen abgelehnt. Der erste bei Bastei veröffentlichte Roman Rellergerds war Im Kreuzfeuer des Todesdrachen in der Serie Cliff Corner. Nachdem er sich am Anfang seiner schriftstellerischen Karriere mit Krimis befasst hatte, schrieb er 1973 den Roman Die Nacht des Hexers und erschuf in der weiteren Entwicklung die Romanfigur John Sinclair. Die Abenteuer des schottischen Helden erscheinen im Bastei-Lübbe-Verlag in Heft- und Taschenbuchform und entwickelten sich ab den 1970er Jahren zur erfolgreichsten deutschen Gruselserie. Zahlreiche Romane wurden in andere Sprachen übersetzt. Für sein Lebenswerk, insbesondere als Schöpfer von John Sinclair, wurde Rellergerd 2018 mit dem Vincent Preis ausgezeichnet.
Rellergerd erfand die Romanserien Professor Zamorra und Damona King, verfasste als Dave Morris zwei Romane für die Fledermaus Kriminal-Romane und war Autor der Krimi-Serie Franco Solo. Unter dem Pseudonym Red Geller schrieb er die Jugendbuchserie Das Schloß-Trio. Seit 2006 verfasst er unter seinem bekannten Pseudonym die bei Blanvalet erscheinende Serie Don Harris Psycho-Cop.
Rellergerd lebt heute im Bergisch Gladbacher Stadtteil Refrath.

## Auszeichnungen
- 2018: Vincent Preis für sein Lebenswerk, vor allem seine Serie John Sinclair als Autor Jason Dark